# 特里·威诺格拉德
特里·威诺格拉德（英語：Terry Winograd，1946年2月24日—），美国斯坦福大学计算机科学教授。他主要从事人工智能与心灵哲学领域的研究。

## 生平
威诺格拉德于1966年毕业于科罗拉多学院，1971年获麻省理工学院博士学位，其导师为西摩尔·派普特。期间，他开发了知名的自然语言理解程序SHRDLU。1973年，他加入斯坦福大学，此后长期在此任教。1980年代初，他参与发起了计算机专家社会责任联盟。1987年，他与费尔南多·弗洛雷斯提出了基于现象学的语言行为观点。
2009年，威诺格拉德当选为计算机协会（ACM）会士。2011年，获颁SIGCHI终身研究奖。